# 218 f.Kr.

## Händelser

### Efter plats

#### Karthago
- En karthagisk armé under Hannibal anfaller Roms spanska allierade. Då romarna inte gör något åt det uppmuntras Hannibal av detta till att ge sig ut på ett vågat fälttåg: att erövra Spanien så långt norrut som till Pyreneerna, vilket är ett tydligt brott mot fredsfördraget efter det första puniska kriget, som förbjuder Karthago att gå norr om floden Ebro. Hamilkar Barkas andre son Hasdrubal lämnas att föra befälet över styrkorna i Spanien, medan hans bror Hannibal inleder sitt fälttåg.
- Hannibal ger sig av med omkring 40.000 man och 50 elefanter från Nya Karthago (nuvarande Cartagena) mot norra Spanien och därifrån mot Pyreneerna, där hans armé stöter på hårt motstånd från de pyreneiska stammarna. Detta motstånd och det faktum, att några av hans spanska legosoldater deserterar minskar storleken på hans armé drastiskt, men han når ändå fram till floden Rhône med mycket lite motstånd från stammarna i södra Gallien.
- Efter att ha gått över Rhône och mött vänligt sinnade galliska ledare, under ledning av den norditalienska boierstammen, vars kunskap om de alpinska bergspassen är till stor hjälp för Hannibal, går karthagerna även över floden Durance. Hannibals armé närmar sig Alperna antingen vid Col de Grimone eller Col de Cabre, sedan genom Durancesänkan, för att slutligen komma in på de fientliga taurinernas territorium, där Hannibal stormar deras huvudstad (nuvarande Turin).

#### Romerska republiken
- En romersk armé under konsuln Publius Cornelius Scipio transporteras sjövägen till Massilia (nuvarande Marseille) för att hindra Hannibal från att tåga in i Italien. När Scipio går norrut utmed Rhônes högra strand får han veta att Hannibal redan har hunnit korsa floden. Då han inser att Hannibal troligen planerar att korsa Alperna återvänder Scipio till norra Italien för att invänta honom. Dock skickar han en armé under sin äldre bror Gnaeus Cornelius Scipio Calvus befäl till Spanien för att ta hand om de karthagiska styrkor, som fortfarande finns där.
- En andra romersk armé, under befäl av den andre konsuln Tiberius Sempronius Longus, samlas på Sicilien för att ge sig av till Nordafrika.
- En romersk armé under Scipio skyndar till floden Po för att skydda de nygrundade romerska kolonierna Placentia (nuvarande Piacenza) och Cremona. Hannibals styrkor möter Scipios armé på slätten väster om floden Ticino i slaget vid Ticinus, varvid Hannibals numidiska kavalleri segrar över romarna. Scipio blir allvarligt sårad och romarna drar sig tillbaka till Placentia.
- Den romerska senaten blir förfärad över det tidiga nederlaget vid Ticinus och beordrar Tiberius Sempronius Longus att resa från Sicilien för att förstärka Publius Cornelius Scipios styrkor.
- 18 december – De kombinerade romerska arméerna under Tiberius Sempronius Longus och Scipio möter Hannibal på floden Trebias vänstra strand söder om Placentia och blir grundligt besegrade i slaget vid Trebia.
- Hannibals seger över romarna gör att både gallerna och ligurerna ställer sig på Hannibals sida, vilket leder till att hans armé kraftigt ökar i antal, genom keltiska rekryter.
- Melita (Malta) inkorporeras i den romerska republiken.

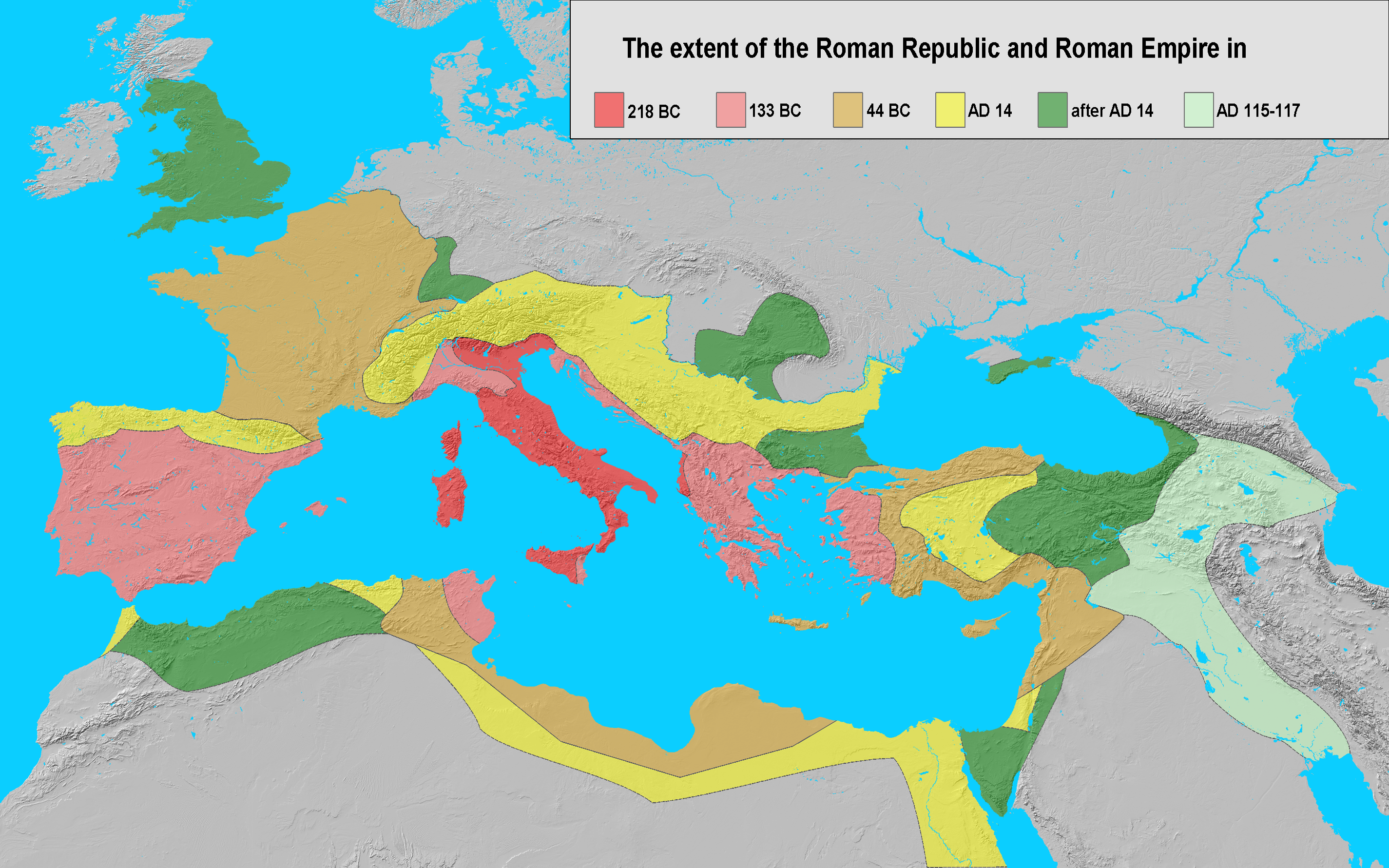
Romerska republiken 218 f.Kr. (i mörkrött).

#### Seleukiderriket
- Förhandlingarna mellan den nye egyptiske kungen Ptolemaios IV och den seleukidiske kungen Antiochos III kollapsar och Antiochos III återupptar sin offensiv, där han överrumplar Ptolemaios framskjutna försvar. Antiochos III tillskansar sig territorium i nuvarande Libanon, Palestina och Fenicien.